# Agrotis unicolor
Agrotis unicolor là một loài bướm đêm trong họ Noctuidae.